# Неорганічні полімери
Неорганічні полімери — це полімери де структурними ланками (мономерами) використані хімічні елементи крім вуглецю, хоча сама речовина може його і містити. Наприклад — із заміщеними боковими радикалами. Найпоширенішим з них є полідіметилсилоксан мономером якого є :
—[O-Si(CH3)2]n—
Інший приклад неорганічного полімеру — політіазил — (SN)x який є надпровідником нижче 0.26 K..

## Приклади
Існує ряд неорганічних полімерів також і з іншими елементами. Наприклад:
- Поліборнітриди
- Поліфосфати
- Поліфосфацени
- Полісульфацени
- Полістанати
- Полісульфіди, тощо

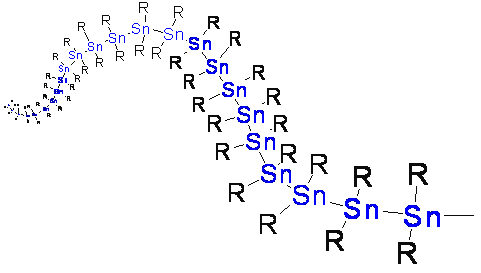
Схематичне представлення лінійної молекули полістанату.

При утворенні їх назви використовують назви елементів, що входять до їх складу.

## Класифікація
Неорганічні полімери розділяють на:
1. гомоланцюгові — ті які містять у ланцюгу мономери одного типу
2. гетероланцюгові — містять у ланцюгу мономери різних типів.